# Leilani Mitchell
Leilani Mitchell, née le 15 juin 1985 à Richland (État de Washington, États-Unis), est une joueuse américaine de basket-ball. Cette meneuse d'1,65 m a joué en LFB à Arras Pays d'Artois Basket Féminin de 2008 à 2012 (où elle fut élue en 2010 meilleure joueuse du championnat de la Ligue féminine de basket), mais aussi en WNBA pour le Liberty de New York. Née d’une mère australienne, elle acquiert un passeport australien pour pouvoir représenter l’Australie au championnat du monde de 2014 en Turquie.

## Biographie
Mitchell est née d'un père américaine et d'une mère australienne d'ascendance asiatique, seule fille d'une famille de six enfants. Elle a été formée au lycée de Kennewick, puis elle a passé trois années à l'université de l'Idaho. Transférée à l'université de l'Utah, elle a passé une année sans matches officiels selon les règles de la National Collegiate Athletic Association NCAA, avant de disputer sa saison senior en 2007-08. Sa mère est décédée d'un cancer en 2009.
Quand elle revient dans sa ville natale, celle qui voulait être professeure fait du bateau sur la rivière. A New York, elle se divertit au bowling ou au cinéma.

## En WNBA
Mitchell est choisie en 25e position de la draft 2008 par le Mercury de Phoenix. Elle est signée par le Liberty de New York pendant la pré-saison 2008 alors que les Mercury s'apprêtent à rompre son contrat, en échange du 3e tour de la draft 2009.
Remplaçante, Mitchell entre en jeu la première fois le 6 juin 2008. Elle gagne une réputation de joueuse populaire et courageuse. Elle a de bonnes mains, étant seconde de la ligue au ratio passes décisives/balles perdues (2,49). Elle marque 14 points dans la défaite sur le fil face au Shock de Détroit au 3e match des finales de la conférence Est 2008. Sur la saison, en 15 minutes, elle marque 3,9 points et fait 2,9 passes par match. Sa coéquipière Loree Moore dit d'elle : « Elle prend vraiment soin de la balle, elle lit très bien les défenses adverses ».
Pour sa seconde saison en WNBA, son équipe ne dispute pas les play-offs et son temps de jeu régresse à 12 minutes par rencontre. Elle marque 2,4 points et fait 2,2 passes par match. Meilleure de la ligue au ratio passes décisives/balles perdues (2,92).
En 2010, pour sa troisième saison, elle gagne une place de titulaire avec des statistiques en progression au fil de la saison de 9 points et 3,9 passes après 28 matches. Elle atteint les 20 points (avec 6 sur 8 à 3 points) dans une victoire contre le Shock de Tulsa.
Elle a le meilleur taux de réussite à trois points de la ligue, tout en étant cependant la troisième réalisatrice. Après une victoire sur les Silver Stars où elle réussit trois tentatives derrière l'arc, sa coéquipière Cappie Pondexter déclare : « Les équipes commencent à comprendre que vous ne pouvez la laisser ouverte [au tir]. Elle vous tue. » Elle confirme ses qualités de meneuse sûre étant 9e aux balles volées par match, 14e aux passes, 4e au ratio passes sur balle perdues (2,36) et 3e au ratio balles volées sur balles perdues (1,0).
Ses bonnes performances contribuent à la qualification de la franchise pour les play-offs. Finissant l'année en trombe, les Liberty ont accroché une série de dix victoires consécutives, faisant de Leilani Mitchell une des favorites à la distinction de Joueuse ayant le plus progressé et de sa coéquipière Cappie Pondexter comme MVP. Elle est effectivement nommée Joueuse ayant le plus progressé en 2010. Ayant fait l'impasse sur la saison WNBA 2014 pour préparer le championnat du monde 2014 avec les Opals, elle est remerciée par le Liberty, qui l'aurait sinon transférée, ce qui la rend agent libre pour la prochaine saison.
Elle signe pour la saison WNBA 2015 avec le Mercury de Phoenix avec lesquels elle réussit un panier à trois points à trois secondes de la fin de la prolongation pour donner la victoire à son équipe face aux Sparks de Los Angeles le 5 juillet. En difficulté après le All-Star Game, elle perd sa place de titulaire au profit de la rookie espagnole Marta Xargay, mais réagit de belle manière le 27 août en inscrivant le panier à trois points de la victoire à la dernière seconde face au Sun du Connecticut. Ses statistiques annuelles sont de 6,7 points et 2,7 passes décisives avec une adresse de 39,9 %, la quatrième moyenne de la ligue.
Après les Jeux de Rio (11,3 points par rencontre et 4,5 passes décisives au tournoi olympique), les Mystics annoncent la signature de Leilani Mitchell pour suppléer à la grossesse de Bria Hartley pour la fin de la saison WNBA 2016.
Pour la saison WNBA 2017, s'engage avec son ancien club du Mercury de Phoenix.

## À l’étranger
Elle entame en 2010-2011 sa troisième saison au club français d'Arras, en Ligue féminine de basket, après avoir été élue meilleure joueuse étrangère du championnat, au cours duquel Arras arrache une inattendue troisième place.
Elle reste à Arras après son titre de MVP, à cause « Principalement mes coéquipières, nous nous entendons très bien, elles parlent toutes anglais et nous aimons passer du temps ensemble. Nous aurons presque la même équipe l’an prochain, donc nous allons juste chercher à nous améliorer (...) Bien entendu, la salle est beaucoup plus grande ici (rires)! A Arras, la salle est petite, mais les supporters sont là et vivent le match. Là-bas aussi, l’atmosphère est excellente. Je pense qu’Arras est l’une des meilleures villes pour ce qui est des supporters.» Comparant WNBA et LFB, elle déclare: «  Ici, en WNBA, tout est plus grand, va plus vite, plus fort. Le jeu est beaucoup plus physique et up-tempo. Pour prendre ta position, c’est une bataille de chaque instant, tu dois jouer dur. C’est probablement la plus grosse différence. » Attachée aux fêtes de son enfance, elle a décidé les Arrageoises à se déguiser pour Halloween un soir de match et distribuer des cadeaux aux jeunes supporters. ».
Le championnat 2011 ne permet pas à Arras d'accéder de nouveau aux play-offs, mais l'équipe va jusqu'en finale de l'Eurocoupe pour sa première participation. Le 11 avril 2012, Leilani participe à son dernier match avec Arras en inscrivant 21 points contre Charleville-Mézières. Elle rejoint le club croate du ŽKK Novi Zagreb, qualifié en Euroligue.
Ayant un passeport australien, elle signe pour 2013-2014 en WNBL aux Dandenong Rangers puis au terme de la saison annonce qu'elle ne jouera pas la saison WNBA 2014 pour se concentrer sur la préparation du Mondial 2014 avec les Opals. Après une première raison réussie aux Rangers (11,9 points, 4,4 rebonds et 5,4 passes décisives de moyenne), elle signe aux Sydney Uni Flames pour 2014-2015. Après une saison réussie avec Sidney (12,5 points, 4,1 rebonds et 5,6 passes décisives), elle annonce sa signature avec un troisième club australien, Adelaide Lightning, avec lequel après 2014, elle est de nouveau meilleure meneuse du championnat. Pour la saison 2016-2017, elle retourne aux Sidney Uni Flames.
En 2016-2017, elle délaisse l'Australie pour la Turquie à l’université de Kyrenia (devenue Çukurova BK Mersin) puis en 2017-2018 à l’Hatay Antioche(13,5 points et 4,1 passes décisives en championnat et 12,3 points et 5,8 rebonds en Eurocoupe). Pour fin 2018, elle s'engage avec le club australien des Capitals de Canberra. 
En décembre 2019, elle est sacrée championne d'Australie avec les Southside Flyers et meilleure joueuse de la finale avec 31 points, 4 rebonds, 5 passes décisives.

## Équipe nationale
Née d’une mère de nationalité australienne, elle obtient un passeport australien et s'intègre vite au groupe des Opals. En 2014, elle dispute sa première compétition majeure à l'occasion du championnat du monde 2014 en Turquie. L'équipe est privée de Lauren Jackson insuffisamment remise d'opérations au printemps et de Liz Cambage qui se blesse pendant la préparation à Paris. Afin de pouvoir se concentrer sur ces échéances internationales mais aussi pour prendre un premier break depuis 7 ans, elle renonce à disputer la saison WNBA 2014 et s'engage pour l'automne 2014 en WNBL.
Elle est un élément important des deux premières victoires de l'Australie aux Jeux de Rio avec 14,5 points (deuxième scoreuse des Opals derrière Liz Cambage), mais ses 4,5 passes décisives par match font d'elle l'une des joueuses les plus en vue de la compétition.

## Vie privée
Ouvertement lesbienne, elle partage sa vie avec la joueuse de basket-ball Mikaela Dombkins avec qui elle a un fils, Kash Maxwell.

## Palmarès
- Médaille de bronze du Championnat du monde 2014 en Turquie[35]
- Championne d'Australie 2020-2021[31]

## Distinctions individuelles
- Joueuse ayant le plus progressé de la saison WNBA 2010[36]
- Meilleur cinq de la WNBL (2014, 2016[21], 2017[37])
- Meilleure joueuse de la finale du championnat d'Australie 2020-2021[31].

## Statistiques
- Moyennes statistiques par match en saison régulière en LFB[38]

| Saison    | Équipe | Matches | Eval. | % Tirs | % 3-pts | % L-F. | Rbds | Pass.déc. | Int. | Ctr. | Pts  |
| --------- | ------ | ------- | ----- | ------ | ------- | ------ | ---- | --------- | ---- | ---- | ---- |
| 2008-2009 | Arras  | 23      | 12,1  | 39,0 % | 37,3 %  | 85,3 % | 4,0  | 4,2       | 2,0  | 0,1  | 10,6 |
| 2009-2010 | Arras  | 26      | 16,7  | 51,2 % | 41,4 %  | 82,5 % | 4,7  | 5,5       | 2,0  | 0,1  | 11,6 |
| 2010-2011 | Arras  |         |       | %      | %       | %      |      |           |      |      |      |

- Moyennes statistiques par match en saison régulière en WNBA[39]

| Saison | Équipe  | Matches | 5 Maj. | % Tirs | % 3-pts | % L-F. | Rbds | Pass.déc. | Int. | Ctr. | Pts |
| ------ | ------- | ------- | ------ | ------ | ------- | ------ | ---- | --------- | ---- | ---- | --- |
| 2008   | Liberty | 34      | 5      | 37,1 % | 44,0 %  | 81,0 % | 1,7  | 2,9       | 0,5  | 0,1  | 3,9 |
| 2009   | Liberty | 34      | 2      | 30,0 % | 26,9 %  | 100 %  | 1,2  | 2,2       | 0,3  | 0,1  | 2,4 |
| 2010   | Liberty | 34      | 34     | 44,1 % | 48,6 %  | 81,4 % | 2,6  | 3,8       | 1,6  | 0,2  | 9,3 |